# 神经系统疾病
神经系统疾病，是指影响神经系统的一小类医学病症，有600多种不同的疾病，包括遗传性疾病、感染、癌症、癲癇發作（如癫痫）、心血管疾病（如中風）、先天和发育障碍（如脊柱裂）和退行性疾病（如多发性硬化症、阿茲海默症、帕金森氏症和肌萎缩性脊髓侧索硬化症）。

## 迹象和症状
症状和表征可能因病情而异。鉴于神经系统在人体生理学中的重要性，症状可能会涉及其他器官系统并导致运动功能障碍、感觉障碍、疼痛等。

## 诊断和测试
有许多不同的测试可用于诊断神经系统疾病。

### 腰椎穿刺
腰椎穿刺，即将空心针插入脊髓蛛网膜下腔并收集腦脊液用于随后的分析。可以检测红细胞和白细胞计数、蛋白质和葡萄糖水平，以及异常细胞或病原体如细菌和病毒的存在。流体的不透明度和颜色也可以有助于诊断。

## 治疗
神经系统疾病的治疗方法因病情而异，可能包括药物治疗和手术等措施。